# Mycomya shermani
Mycomya shermani är en tvåvingeart som beskrevs av Garrett 1924. Mycomya shermani ingår i släktet Mycomya och familjen svampmyggor.
Artens utbredningsområde är British Columbia. Arten är reproducerande i Sverige. Inga underarter finns listade i Catalogue of Life.